# Российско-экваториальногвинейские отношения
Российско-экватогвинейские отношения — двусторонние дипломатические отношения между Россией и Экваториальной Гвинеи. Дипломатические отношения были установлены 7 декабря 1968 года. В 1992 году Экваториальная Гвинея признала Российскую Федерацию в качестве правопреемника Советского Союза. Интересы России в Экваториальной Гвинее в настоящее время представляет Посольство Российской Федерации в Республике Камерун по совместительству. У Экваториальной Гвинеи есть посольство в Москве (с ноября 1981 года).

## Советско-экватогвинейские отношения
Годы правления Франсиско Нгемы

После Нгемы
В 1970-е годы, Советский Союз и Экваториальная Гвинея подписали ряд соглашений, в основном касающихся прав на рыбную ловлю. База наблюдения, созданная испанцами во время колониального периода на вершине вулканической горы Пико-Басиле, в 1970-е годы перешла в руки советских спецслужб.

## Российско-экватогвинейские отношения
Внешнеторговый оборот между Россией и Экваториальной Гвинеей поддерживается на уровне около 1,5 млн. долларов США и состоит исключительно из российского экспорта. С 6 по 9 июня 2011 года состоялся официальный визит в Российскую Федерацию Президента Республики Экваториальная Гвинея Т.Обианга Нгемы Мбасого.
Основной формой взаимодействия с Экваториальной Гвинеи в сфере научного и гуманитарного сотрудничества в настоящее время является подготовка национальных кадров в высших учебных заведениях России.
Чрезвычайный и Полномочный Посол Российской Федерации в Республике Камерун и в Республике Экваториальная Гвинея по совместительству — Рациборинский Николай Леонидович (с 2011 года).
Чрезвычайный и Полномочный Посол Республики Экваториальная Гвинея в Российской Федерации — Ф.Нтутуму Нгема Нчама (с 2011 года).